# Cino da Pistoia
Cino da Pistoia o Guittoncino dei Sinibaldi (Pistoia, 1265-1337) fou un escriptor i polític toscà (Itàlia).
Son pare era un noble de la casa de Sinibaldi i sa mare una noble de la casa de Càndia. Cino estudià a la Universitat de Bolonya a la qual obtingué el doctorat, sota Dinus de Rossonis, i a les universitats de Siena, Florència, Perusa i Nàpols. El 1334 va ser elegit gonfanoner de Pistoia, però no va acomplir la funció.
Al nivell jurídic ecriví Lectura in codicem (1312-1314), un comentari al Corpus Juris Civilis que mesclava d'un costat el dret romà i d'altre costat lleis i usos contemporanis i dret canònic. Al nivell literari escrigué uns dos-cents poemes lírics, quasi tots dedicats a una dona Selvaggia i coneguts per la seva puresa lingüística i l'harmonia de la rima. Era molt ben introduït al cercle literari dels stilnovistes: Giovanni d'Andrea i Francesco Petrarca. Dante Alighieri, un seu amic, l'elogià a la seva obra De vulgari eloquentia.

## Obres[4]
- Lectura in codicem
- Glosse contrarie
- Additiones et apostillae super prima parte
- Infortiati, la Quaestio disputata per Cynum in Civitate Senarum

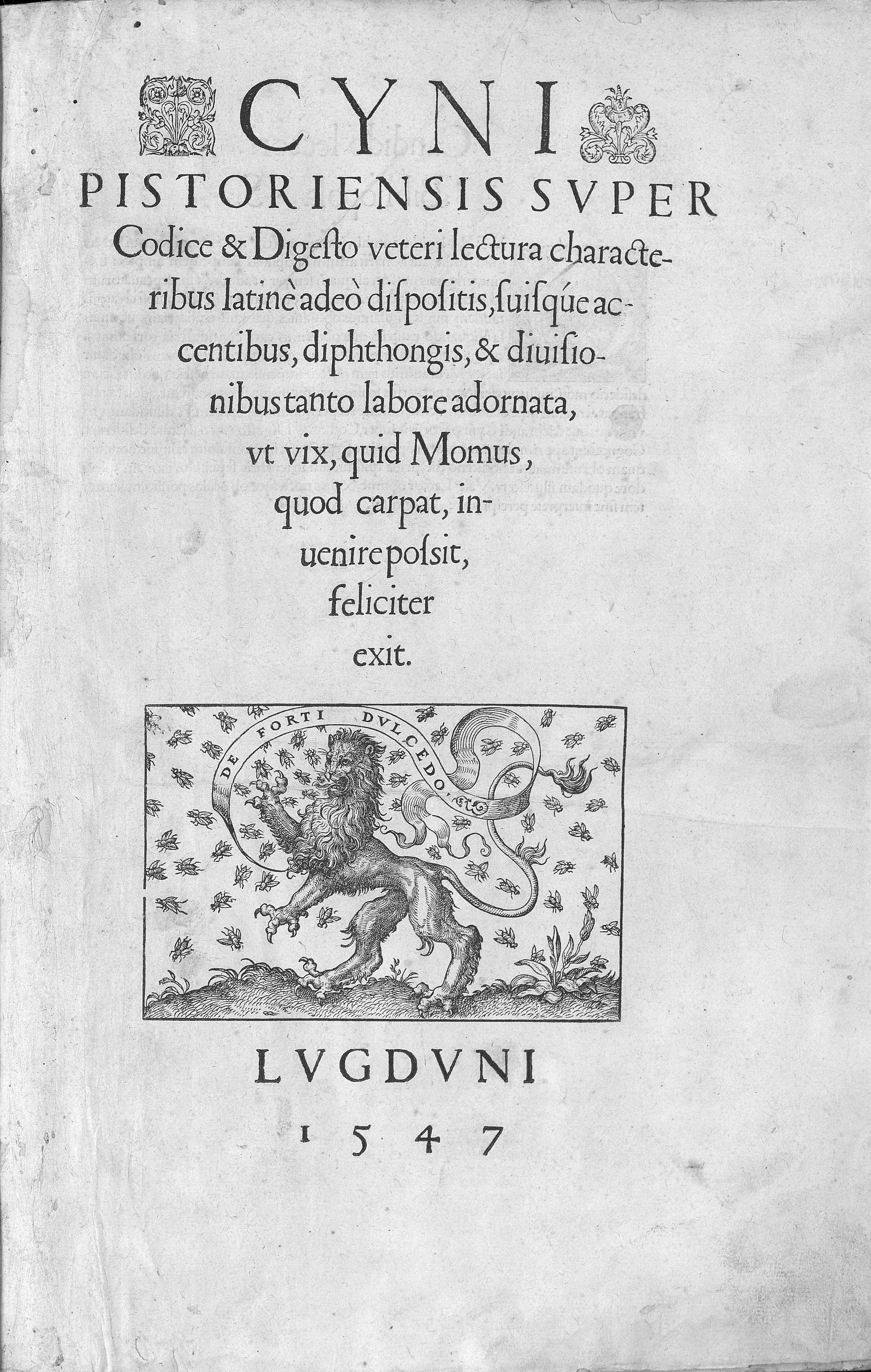
Lectura in Codicem, 1547
- Le rime, 1862